# Эр-Риф
Эр-Риф (араб.  الريف‎) — горный хребет на севере Марокко в системе Атласских гор. Наивысшая точка — гора Тидикин (2456 м).
Риф — это весь северный регион Марокко, который был колонизирован Испанией, в то время как остальная часть Марокко была колонизирована Францией (за исключением марокканской Сахары, которая также была колонизирована Испанией).

## География
Хребет располагается на берегу Средиземного моря (его название и означает «берег») и дугой (Гибралтарская дуга) огибает юго-западное побережье моря Альборан — от Гибралтарского пролива (мыса Спартель близ Танжера) до устья реки Мулуя. На северо-западе море Альборан омывает Андалусские горы Пиренейского полуострова, с которыми Эр-Риф тектонически связан больше, чем с Атласскими горами.
Хребет сложен из карбонатных пород и прорезан ущельями многочисленных рек. В южной части хребта, где он переходит в Марокканскую Месету, располагается древний город Фес. Другие крупные города рядом с хребтом: Надор, Эль-Хосейма и Таза.

## Флора и хозяйственное использование
Средиземноморский ландшафт Эр-Рифа сильно изменён по причине хозяйственной деятельности человека. С северной стороны гор на небольших высотах произрастают маквис, леса из пробкового дуба, а выше — хвойные леса из сандаракового дерева, можжевельника, атласского кедра (в единичных случаях к ним добавляется марокканская разновидность пихты испанской). На южных склонах хребта разбиты фруктовые сады. Жители берберских племён экономически слаборазвитых территорий Эр-Рифа занимаются выращиванием каннабиса, известного в Марокко под названием «киф». По некоторым данным, Марокко производит до половины конопли в мире.

## История
За много веков до нашей эры район Рифа был заселён берберами. С III в. до н. э. земли находились под контролем финикийцев, которые основали города Тетуан, Мелилья и в V в до н. э. Танжер, который позднее стал столицей Мавретанского царства. Затем территории перешли под владычество Рима.
В 710 году Сали I ибн Мансур основал царство Некор и обратил большинство берберов в ислам.
К XV веку многие из испанских мавров и евреев были изгнаны из Испании и большая их часть поселилась в Рифе, привнеся сюда свою культуру и андалусскую музыку. С того времени на землях Рифа проходило много битв между Марокко, Испанией и Португалией. В 1415 году Португалия захватила Сеуту, а в 1490 году Мелилья перешла под контроль Испании. Затем некоторое время Риф жил в мире, пока в 1859 году в Тетуане не началась испано-марокканская война, которая закончилась поражением Марокко. В XX веке конфликты продолжились в виде Рифских войн 1920-х годов, в ходе которых от Марокко пыталась отколоться Рифская республика.